# 杵築市ケーブルネットワーク

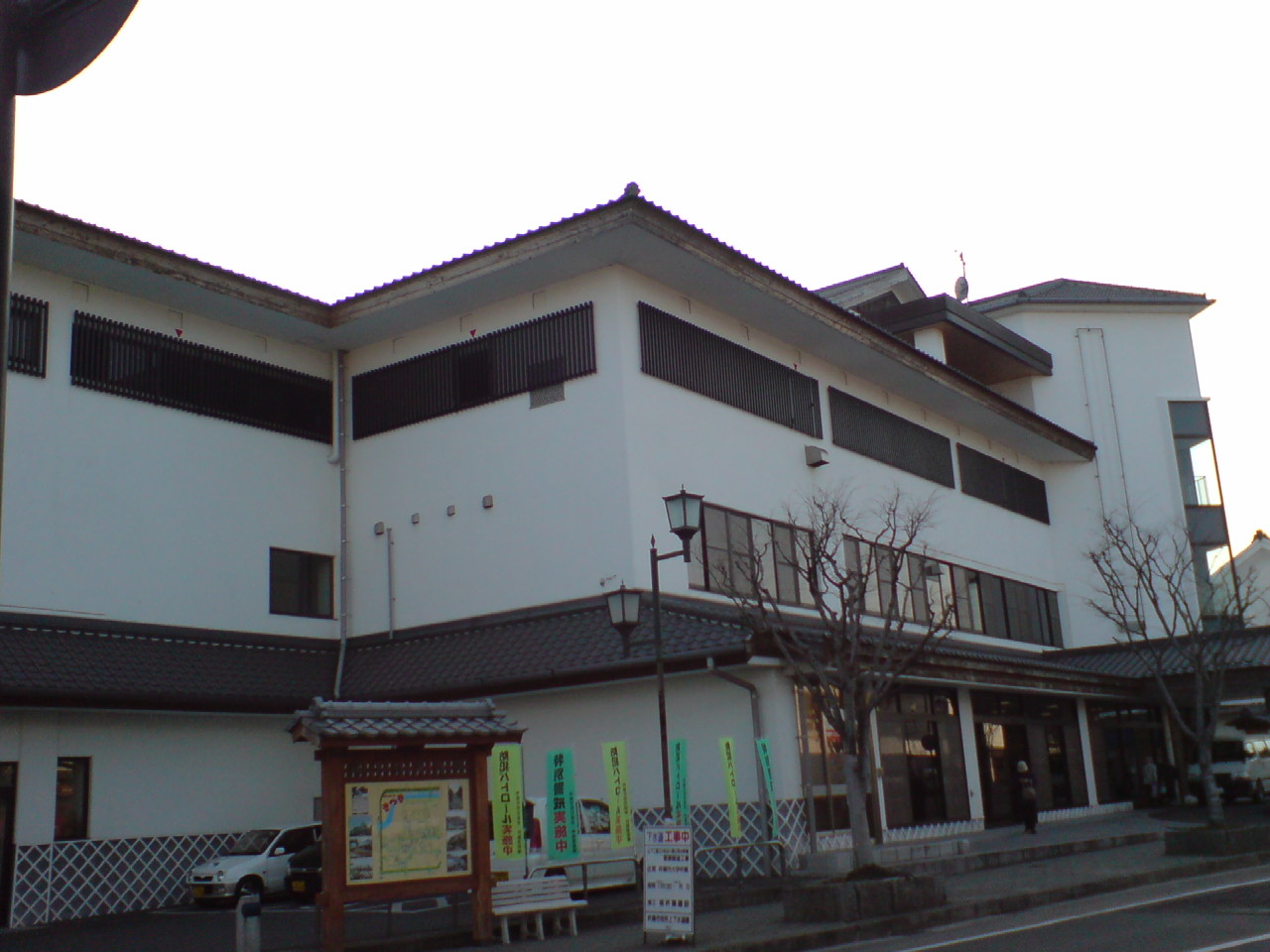
杵築市ケーブルネットワークがある杵築市役所

杵築市ケーブルネットワーク（きつきしケーブルネットワーク、愛称：杵築ど〜んとテレビ、略称：KDT）は、大分県杵築市が運営しているケーブルテレビ局である。2004年4月1日にサービス開始。

## サービスエリア
- 大分県杵築市（杵築地区は2004年4月、大田・山香地区は2007年4月本放送開始）

## テレビ放送サービス

### 地上波系列別再送信局
| NHK-G   | NHK-E   | NNN / NNS           | ANN          | JNN      | TXN         | FNN / FNS               | JAITS |
| ------- | ------- | ------------------- | ------------ | -------- | ----------- | ----------------------- | ----- |
| NHK大分 | NHK大分 | テレビ大分 福岡放送 | 大分朝日放送 | 大分放送 | TVQ九州放送 | テレビ大分 テレビ西日本 |       |

### 主な放送チャンネル
- 太字斜体のチャンネルは有料チャンネル
- 太字のチャンネルはプレミアムパック
- D：地上デジタル放送、デジタルSTBや地上デジタルチューナーで見られる（[ ]内はリモコンキーIDの番号）。
- B：BSデジタル放送
- C：ケーブルテレビ

| アナログ | デジタル   | 放送局                               |
| -------- | ---------- | ------------------------------------ |
| 1        | D111[11]   | 杵築市民チャンネル1                  |
| 2        | D121[12]   | 杵築市民チャンネル2(天気情報)        |
| 3        | D011[1]    | NHK大分総合                          |
| 4        | D021[2]    | NHK大分Eテレ                         |
| 5        | D031[3]    | 大分放送                             |
| 6        | D041[4]    | テレビ大分                           |
| 8        | D051-0[5]  | 大分朝日放送                         |
|          | D051-1[6]  | 福岡放送                             |
|          | D071[7]    | TVQ九州放送                          |
|          | D081[8]    | テレビ西日本                         |
|          | B101       | NHK BS                               |
|          | B141       | BS日テレ                             |
|          | B151       | BS朝日                               |
|          | B161       | BS-TBS                               |
|          | B171       | BSテレビ東京                         |
|          | B181       | BSフジ                               |
|          | B191〜B193 | WOWOW                                |
|          | B200       | BS10                                 |
|          | B201       | BS10スターチャンネル                 |
|          | B211       | BS11デジタル                         |
|          | B222       | TwellV                               |
|          | B231       | 放送大学BSテレビ                     |
|          | B531       | 放送大学BSラジオ                     |
|          | 101        | NHK BSプレミアム4K                   |
|          | 141        | BS日テレ 4K                          |
|          | 151        | BS朝日 4K                            |
|          | 161        | BS-TBS 4K                            |
|          | 171        | BSテレ東 4K                          |
|          | 181        | BSフジ 4K                            |
|          | C007       | チャンネル700                        |
| 11       | C021       | J SPORTS 3                           |
|          | C022       | J SPORTS 1                           |
|          | C023       | J SPORTS 2                           |
|          | C024       | J SPORTS 4                           |
|          | C025       | GAORA                                |
|          | C027       | ゴルフネットワーク                   |
|          | C030       | チャンネルNECO                       |
|          | C031       | 衛星劇場                             |
|          | C032       | ザ・シネマ                           |
|          | C033       | 日本映画専門チャンネル               |
|          | C044       | ホームドラマチャンネル               |
|          | C045       | スーパー!ドラマTV                    |
|          | C046       | AXN                                  |
|          | C048       | ファミリー劇場                       |
|          | C049       | チャンネル銀河                       |
|          | C051       | フジテレビONE                        |
|          | C052       | フジテレビTWO                        |
|          | C053       | フジテレビNEXT                       |
|          | C054       | TBSチャンネル1                       |
|          | C056       | 日テレプラス                         |
|          | C057       | エンタメ〜テレ                       |
|          | C059       | Mnet                                 |
|          | C061       | テレ朝チャンネル2                    |
|          | C067       | アニマックス                         |
|          | C070       | TBSニュースバード                    |
|          | C077       | ヒストリーチャンネル                 |
|          | C081       | 歌謡ポップスチャンネル               |
|          | C082       | スペースシャワーTV                   |
|          | C218       | 日テレG+                             |
|          | C223       | V☆パラダイス                         |
|          | C224       | IMAGICA BS                           |
|          | C225       | 東映チャンネル                       |
|          | C233       | FOX                                  |
| 12       | C234       | 時代劇専門チャンネル                 |
|          | C237       | AXNミステリー                        |
|          | C242       | キッズステーション                   |
|          | C244       | アニメシアターX                      |
|          | C245       | テレ朝チャンネル1                    |
|          | C251       | 日経CNBC                             |
| 10       | C252       | 日テレNEWS24                         |
|          | C259       | ナショナルジオグラフィックチャンネル |
|          | C270       | 囲碁・将棋チャンネル                 |
| 9        | C271       | ショップチャンネル                   |
|          | C272       | QVC                                  |
|          | C275       | 大人の趣味と生活向上◆アクトオンTV    |
|          | C278       | 食と旅のフーディーズTV               |
|          | C285       | グリーンチャンネル1                  |
|          | C286       | グリーンチャンネル2                  |

脚注
1. ↑  2008年3月31日からハイビジョン・データ放送開始。
2. ↑  2008年3月30日にデジタルのみ一旦放送終了したが、2014年7月1日より再開。
3. 1 2 3 4 5  2011年7月1日よりデジアナ変換による放送。
4. 1 2  2008年9月1日より。当初はデジタルSTBのみで視聴可能だった（地上デジタルチューナーなどでは視聴不可だった）。2022年現在はパススルーでも送信している。
5. ↑  2010年4月より。当初はデジタルSTBのみで視聴可能だった（地上デジタルチューナーなどでは視聴不可だった）。2022年現在はパススルーでも送信している。
6. 1 2 3 4 5 6 7  2014年4月1日より放送開始。
7. ↑  2014年4月1日からHD画質化の為、C037にチャンネル変更。
8. ↑  2014年4月1日からHD画質化の為、C039にチャンネル変更。
9. ↑  2014年4月1日からHD画質化の為、C038にチャンネル変更。
10. 1 2  2014年3月31日で放送終了。
11. ↑  2014年4月1日からHD画質化の為、C034にチャンネル変更。
12. ↑  2014年4月1日からHD画質化の為、C069にチャンネル変更。

- アナログ多チャンネルサービスは2011年4月30日をもって終了した。
- 2012年4月1日よりプレミアムパックのサービスを開始した（同年3月14日 - 31日は無料試験放送を行った）。
- プレミアムパックはデジタルプラス加入が前提。
- 有料チャンネルはデジタルプラスまたはデジタルミニの契約が前提。

### 自主放送

#### 市民チャンネル1
通称：ど〜んとテレビ
OFDM：111ch / 112ch（ID番号11）
- 放送時間：6:00 - 25:00、25:00 - 30:00は情報番組を放送（市民チャンネル1の基本番組表）

自主製作番組
- ど〜んとチャンネル（月曜・木曜更新、HD制作）
  - 内容は「ど〜んとトピックス」（市内の出来事）と「企画のコーナー」と「ど〜んとインフォメーション」（市内の情報）の放送開始当初からのコーナー3本と「お誕生日おめでとう」（月曜、2008年3月末まではど〜んとチャンネル放送終了直後に文字放送枠で放送していた）と「週末イベント情報」（金曜）の2008年4月期の番組リニューアル時から始まったコーナー2本を基本のコーナーとして放送している。
  - 番組終了後は文字放送を流していて、広告や市内と市役所からの情報を流している。
  - 県内一部のCATV局でも放送されている。

- 文字放送
- 杵築の風景

県内CATV局・DNC製作番組
- もぎたて情報局（大分ケーブルテレコム製作）
- わくわくとんぼテレビ（CTBメディア製作）
- 週間ケーブル7（DNC製作）
  - またOCT製作番組ではOCTのチャンネルロゴ表示が表示されている。

その他の番組
備考
- 2008年3月31日よりハイビジョン・データ放送を開始した（データ放送は市からの情報や生活情報などがメイン。）。
- 2010年9月30日よりアナログ放送のど〜んとチャンネルが4:3から16:9レターボックスに変更となった。
- 他局のようにアナログ放送の「アナログ」の文字やデジタル放送のウォーターマークは無い。
- 時々特番を組むことがある（市中体連の特番や、市議会の議会中継（録画放送）など）。
- 毎年8月中旬に行われる花火大会を生中継している。
- 自主制作枠は1枠1時間で平日・土曜には1日7枠あり、6枠は自主制作番組の「ど〜んとチャンネル」を放送していて、14:00 - の1枠は「杵築の風景」として市内の定点カメラの映像を放送している。

#### 市民チャンネル2（アナログ2ch）
- ウェザーニューズ配信の天気予報を放送している。
- デジタル放送での放送は2008年3月30日に放送を終了したが、2014年7月1日に121chで再開。

## 補足
- セットトップボックスはパイオニア製（BD-V370、BD-V371LC、BD-V8700R）や最近ではパナソニック社製の（TZ-LS300P、TZ-BDT900F）を運用している
- デジタル放送はJDS（HOG）を使用している。
- 地上デジタル放送の再送信について
  - 地元地上波は2006年12月20日から始まった（周波数同一パススルーでの再送信の為、市販の地上デジタルチューナーで見ることが出来る。同時に自主放送のOFDMを始めた）。
  - 区域外（福岡）地上局の地上デジタル放送は2008年9月1日よりテレビ西日本と福岡放送の再送信が開始された（再送信開始について。当初はトランスモジュレーション方式による再送信の為に市販の地上デジタルチューナーでは見られず、デジタルプラスに加入してセットトップボックスを使用しなければ見ることが出来かったが、2022年現在はパススルーでも送信されている（基本プラン以上の契約が必要）。FBSはOABとチャンネル番号が被っている為枝番号が付いていて、リモコンキーIDも6に変更されている）。
    - TVQ九州放送は再送信許可が下りた為、2010年4月より再送信を開始した。
- 県内地上波と衛星放送波の受信点は市役所（ケーブルセンター）の横の高台に別に置いている。区域外波の受信点は大田地区の横岳にあり、北九州局を受信し光ファイバーでケーブルセンターに伝送している他、大分県デジタルネットワークセンターへも伝送波ている。のサブ受信点として鶴見岳にある大分ケーブルテレコム・CTBメディアの共同受信設備を使っている（この受信点は大分県デジタルネットワークセンターの共同受信設備として県内のケーブルテレビ局で直接福岡波が受信出来ない局も使用している）。

- ケーブルテレビ内に導入しているHDノンリニア編集システムは全てカノープス社製のREXCEEDシリーズを導入し、番組サーバは同じくトムソン傘下のグラスバレージャパンのK2システムを導入している（参考リンク）。
- 杵築市内11ヵ所に12台の定点カメラを置いている(定点カメラ、場所は杵築地区「八坂川下流」「高山川」「守江湾」「加貫港」「杵築城」、大田地区「横岳」、山香地区「山香生コン前のカーブ」「立石峠」「甲尾山（2台設置）」、台風が来たときなどに市民チャンネルで放送している。